# Ядранка Джокич
Ядранка Джокич (хорв. Jadranka Đokić; нар. 14 січня 1981, Пула, Соціалістична Республіка Хорватія, СФРЮ) — хорватська акторка. Закінчила  Загребську академію драматичного мистецтва.

## Вибіркова фільмографія
- Милі мертві дівчатка / Fine mrtve djevojke (2002)
- Вибачте за кунг-фу / Oprosti za kung fu (2004)
- За склом / Iza stakla (2008)
- Сімейні води / Bracne vode (2008)
- Одружені … та з дітьми / A Mess in the House (2008-2009)
- Діти священика / Svecenikova djeca (2013)